# Alhred
Alhred ou Alchred est roi de Northumbrie de 765 à 774.

## Biographie
Durant la seconde moitié du VIIIe siècle, la Northumbrie est victime d'une forte instabilité dynastique, et plusieurs de ses rois finissent déposés ou assassinés. Alhred monte sur le trône de Northumbrie après la déposition d'Æthelwald Moll, en 765. Les généalogies royales de la « Collection anglienne » retracent son ascendance jusqu'à Ida de Bernicie, l'ancêtre semi-légendaire des rois de Northumbrie : Alhred, fils d'Eanwine, fils de Byrnhom, fils de Bofa, fils de Blæcmon, fils d'Ealric, fils d'Ida. Ce lignage suggère que la base de pouvoir d'Alhred se situe dans l'ancien royaume de Bernicie.
En 768, Alhred se marie avec Osgifu, la fille (ou la sœur) d'Oswulf, le prédécesseur d'Æthelwald Moll. Par cette union, il cherche vraisemblablement à renforcer ses droits sur le trône. Alhred se montre intéressé par les missions chrétiennes en Germanie, présidant le concile qui envoie Willehad en Frise vers 770. Son intérêt pour le continent est également d'ordre politique : il envoie une ambassade à Charlemagne peu après son avènement et s'adresse à l'archevêque de Mayence Lull pour lui demander son soutien,.
La Chronique anglo-saxonne rapporte qu'Alhred est chassé d'York le jour de Pâques 774 et contraint à l'exil chez les Pictes. Son sort ultérieur est inconnu. Il est remplacé sur le trône par Æthelred, le fils d'Æthelwald Moll. Son fils Osred est brièvement roi de Northumbrie de 788 à 790. Il est assassiné en 792 après avoir tenté de reprendre le pouvoir. Un autre fils d'Alhred, Alhmund, est mis à mort par les hommes du roi Eardwulf vers 800. Il est par la suite vénéré comme un saint.

Arbre généalogique des rois de Northumbrie au VIIIe siècle.